# Seymour Bathurst
Seymour Henry Bathurst (ur. 21 lipca 1864, zm. 21 września 1943) – brytyjski arystokrata i polityk, najstarszy syn Allena Bathursta, 6. hrabiego Bathurst i Meriel Leicester Warren, córki 2. lorda de Tabley. Jego chrzest miał miejsce w St George’s Church na Hanover Square w Londynie.
Wykształcenie odebrał w Eton College i w Christ Church w Oksfordzie. Po śmierci ojca w 1892 r. odziedziczył tytuł hrabiego Bathurst i zasiadł w Izbie Lordów. W latach 1893–1908 dowodził 4 batalionem Gloucester Regiment. Został odznaczony Krzyżem Kawalerskim Orderu Świętego Michała i Świętego Jerzego oraz krzyżem Teritorial Decoration. Zasiadał w radzie hrabstwa Gloucestershire. Był tam również Sędzią Pokoju i zastępcą Lorda Namiestnika. Był również honorowym pułkownikiem 4 i 6 batalionu Gloucester Regiment (odpowiednio od 1903 i 1908 r.).
15 listopada 1893 r. w katedrze Świętego Pawła w Londynie, poślubił Lilias Margaret Frances Borthwick (12 października 1871 – 30 grudnia 1965), córkę Algernona Borthwicka, 1. barona Glenesk i Alice Lister, córki Thomasa Listera. Seymour i Lilias mieli razem trzech synów i córkę:
- Meriel Olivia Bathurst (3 września 1894 – 18 stycznia 1936), żona kapitana Alastaira Grahama, miała dzieci
- Allen Algernon Bathurst (3 sierpnia 1895 – 17 grudnia 1942), lord Apsley
- William Ralph Seymour Bathurst (21 września 1903 – 10 września 1970), ożenił się z Helen Heathcoat-Amory, nie miał dzieci, zginął w wypadku samochodowym
- Ralph Henry Bathurst (26 września 1904 – 5 grudnia 1965)

Hrabia zmarł w wieku 79 lat, rok po swoim najstarszym synu. Jego następcą został jego wnuk, Henry.